# Asura gabunica
Asura gabunica là một loài bướm đêm thuộc phân họ Arctiinae, họ Erebidae.